# Hard Reset
Hard Reset — компьютерная игра в жанре трёхмерного шутера от первого лица, разработанная польской компанией Flying Wild Hog. Игра была выпущена 13 сентября 2011 года в сервисе Steam эксклюзивно для Windows. Hard Reset выполнена в стиле киберпанк и была создана под вдохновением от работ Уильяма Гибсона, Нила Стивенсона и Филипа К. Дика.
В 2012 году было выпущено расширенное издание Hard Reset: Extended Edition с сюжетным дополнением Hard Reset: Exile.
В 2016 году вышло переиздание игры под названием Hard Reset Redux с улучшенной графикой, новыми врагами, оружием и изменённым геймплеем на новом движке для Windows, PlayStation 4 и Xbox One.

## Игровой процесс
Hard Reset представляет собой традиционный шутер от первого лица, выполненный в духе таких классических представителей «старой школы» жанра, как Quake, Unreal и Serious Sam. Суть игрового процесса заключается в продвижении по уровням одиночной кампании и уничтожении частых скоплений больших групп врагов, подразумевающих от игрока тактическое планирование путей передвижения и маневрирования между противниками, и выбор правильного оружия и первостепенных целей для уничтожения. Уровни включают в себя множество секретных мест с дополнительными аптечками и амуницией. Локации изобилуют большим количеством взрывоопасных предметов и электрических механизмов, вырабатывающих волну электрошока, которые могут быть использованы в качестве ловушек для замедления и уничтожения противников. В игре присутствует режим одиночной кампании, мультиплеер отсутствует. Помимо основного режима прохождения, имеется режим выживания, добавленный с одним из патчей после выхода игры. Игроку требуется как можно дольше продержаться живым на арене, отражая нападения нескольких волн врагов.
В отличие от большинства классических шутеров от первого лица, в которых зачастую наличествует большое количество разных видов вооружения, в Hard Reset имеется только два оружия: модулярное автоматическое ружьё CLN и плазменная винтовка EEF-21. Оба оружия имеют набор альтернативных режимов стрельбы, которые можно разблокировать путём установки улучшений. Таким образом, к примеру, модулярное автоматическое ружьё может иметь функции дробовика, гранато- и ракетомёта, а плазменная винтовка в свою очередь имеет режим рельсотрона и стазисные модули. В ремастере Hard Reset Redux разработчиками в качестве третьего вида вооружения была добавлена кибернетическая катана. Помимо апгрейда оружия игрок также может улучшать характеристики своего персонажа, увеличивая количество его здоровья, брони, переносимой амуниции, сопротивляемость вражеским атакам и т. д.
Действие игры происходит в далеком антиутопическом будущем, в киберпанк-мире, охваченном войной с восставшим против людей искусственным интеллектом. В этой связи подавляющее большинство противников — это всевозможные роботы и киборги. Их размеры, вид и типы атак варьируются: поначалу, врагами игрока выступают небольшие роботы с циркулярными пилами, камикадзе и штурмовики, постепенно вместе с ростом их количества появляются и другие существа, включая наземные и летающие виды, и киборгов — механизированных существ с человеческой плотью. В игре присутствует два основных босса, ещё один появляется в дополнении Exile. Уничтожение боссов требует от игрока расстрел их уязвимых точек; битвы с боссами происходят в несколько фаз.
Сюжет Hard Reset подаётся преимущественно при помощи межуровневых кат-сцен, выполненных в стилистике комиксов, и небольших радиопереговоров главного героя и второстепенных персонажей во время непосредственного игрового процесса. Большая часть событий происходит в городе Бельфегор в ночное время суток, с часто непрекращающимся ливнем на фоне неоновых огней, вывесок с постоянной рекламой и гор повсеместного мусора, добавляющих типичный для киберпанка мрачный, дистопичный антураж. В то же время уровни за пределами города предстают в освещённое время суток.

## Сюжет
17 января 2436 года, 6-й сектор европейского района, город Бельфегор. Главный герой игры — майор Джеймс Флетчер (позывной — CLN16 или «16-й»), наёмник, работающий на Корпорацию CLN, в задачу которого в числе других бойцов входит охрана города и в особенности «Святилища» (сетевая структура, в которой хранятся миллионы оцифрованных человеческих личностей) от нападений роботов, восставших против своих создателей. По мнению учёных Корпорации, «Святилище» может помочь машинам преодолеть порог эволюции искусственного интеллекта. Планировавшего отдохнуть после тяжелой смены в баре Флетчера срочно отрывают от выпивки, поскольку 6-й сектор был атакован неизвестным противником. Майор отправляется на сверхурочное задание.
По прибытии выясняется, что сектор был атакован машинами, оставившими после себя несколько убитых. Майору поручают произвести разведку и зачистить зону. Вскоре Флетчер узнаёт, что проникнуть в город машинам помог профессор Персиваль Новак, который отключил энергощит, окружающий Бельфегор. Герой отправляется на поиски злоумышленника с приказом убить его. Добравшись до лаборатории профессора, Флетчер попадает в ловушку, устроенную Новаком. Тот временно обезвреживает майора и рассказывает, что ему известно о том, что Флетчер был одним из шести людей, уцелевших во время некоего сбоя, произошедшего в «Святилище», который вызвал у выживших болезнь под названием «агония Новака». Сам Новак в то время возглавлял отдел исследований и скрыл факт болезни Флетчера от Корпорации, тем самым спас майора от смерти. Новаку прекрасно известно, что алкоголь помогает герою справиться с субличностями, поселившимися в его голове в результате болезни, и предлагает научиться контролировать этот дар и обратить его себе во благо, чтобы спасти человечество. Профессор утверждает, что Корпорация на самом деле не защищает человечество, и ссылаясь на данный майору приказ, убивает себя.
Флетчер подключается к системе Новака и копирует его личность в свой мозг. Из штаба Корпорации поступает приказ уничтожить лабораторию. Оживший в сознании майора Новак объясняет, что городская статуя Атланта на самом деле является троянским конём внешнего искина (искусственного интеллекта), автономной машиной, внутри которой содержатся миллиарды наноботов, которые усиленно что-то создают. Новак поручает Флетчеру уничтожить статую и выкачать из её матрицы все данные, чтобы узнать о планах искина. Победив ожившего Атланта, 16-й извлекает из него наноботов и вводит их в свой организм для ассимиляции и подключения к матрице статуи. Наноботы также могут восстановить структуру мозга героя и расширить его потенциал, сделав Флетчера совершенным орудием в противостоянии машинам. После этого Флетчер видит изображение старого военного госпиталя Корпорации, в котором проводились исследования по разработке квантовых матриц, которые были целью Атланта и способны стать ключом к спасению человечества.
Пробравшись в госпиталь, майор выясняет, что внутри проводились эксперименты по созданию искусственного интеллекта, включая внешний искин, который долгое время контролировался людьми. Считалось, что эксперименты помогут человечеству выйти на новый уровень развития. После начала войны Новак, руководивший этим проектом, создал внутренний искин и планировал использовать его и «Святилище» в качестве оружия против машин, однако искусственный интеллект стал автономным и захватил контроль над Корпорацией. Единственной надеждой всё исправить остаётся Флетчер, благодаря наноботам способный ассимилировать любые матрицы искинов. В конце концов, главный герой останавливает гигантскую машину, уничтожающую 6-й сектор, и перехватывает управление ей.

### Hard Reset: Exile
Прошло 48 часов после событий оригинальной игры. Гигантского робота, управляемого Флетчером, сбивают силы Корпорации, захваченной искином, которая объявила героя предателем. Оказавшемуся меж двух огней майору удаётся выбраться из машины и выйти в Пустоши за пределами Бельфегора. Герой добирается до фабрики машин, где с ним на связь выходит штаб тайного человеческого поселения Эдем, в котором собрались люди, сумевшие пережить нападение искинов. Под руководством своих новых союзников, майор пытается добраться до Эдема и находит на своём пути чертежи «Смотрителя» — робота, которого машины пытались создать в качестве своего руководителя, главной целью которого была атака на Эдем. Флетчер отсылает в Эдем сигнал бедствия о своём местонахождении и сталкивается со «Смотрителем». Уничтожив машину, Флетчер встречает другого выжившего из Бельфегора и улетает с ним в Эдем.

## Разработка
Hard Reset является дебютным проектом польской студии Flying Wild Hog, основанной выходцами из компаний CITY Interactive, People Can Fly и CD Projekt Red. Игра разрабатывалась в обстановке строжайшей секретности с апреля 2009 года и была анонсирована в середине 2011 года. По словам генерального директора Flying Wild Hog, Михаля Шустака, разработчики решили показывать игру только тогда, когда она будет полностью готова, чтобы избежать возможных задержек и завоевать доверие игроков.
Игра была создана на базе собственного домашнего движка студии под названием Road Hog Engine. Данная технология была создана с особым прицелом на PC, включая оптимизацию под слабые системы. Движок поддерживает полностью динамическое освещение, тени и включает в себя интегрированный физический пакет Havok, обеспечивающий реалистичное поведение объектов и разрушаемое окружение.
В апреле 2012 года разработчиками было выпущено расширенное коробочное издание игры под названием Hard Reset: Extended Edition, которое включало в себя дополнение Hard Reset: Exile. 11 июля 2012 года данное дополнение было бесплатно выпущено для владельцев Hard Reset в сервисе Steam, обновляя её до улучшенной версии, которая заменила оригинальную версию игры. Дополнение включает в себя новую сюжетную главу, продолжающую события оригинальной кампании, с пятью новыми уровнями, несколькими новыми видами оружия, врагов и боссом, а также две дополнительные карты для режима выживания.
3 июня 2016 года было выпущено Hard Reset Redux — переиздание оригинальной игры и её дополнения на новом движке с улучшенной графикой, несколькими новыми видами противников, новым оружием в виде кибер-катаны и улучшенным геймплеем. Игра вышла на PC, PlayStation 4 и Xbox One. Владельцам оригинальной Hard Reset: Enhanced Edition в Steam ремастер был доступен с 85 % скидкой.

## Критика
| Сводный рейтинг    | Сводный рейтинг           |
| Агрегатор          | Оценка                    |
| ------------------ | ------------------------- |
| GameRankings       | PC: 74,32 % XONE: 64,86 % |
| Metacritic         | 73/100                    |
| Иноязычные издания |                           |
| Издание            | Оценка                    |
| Game Informer      | 7,75                      |
| IGN                | 7,5                       |
| PC Gamer (US)      | 58                        |

Hard Reset получила преимущественно положительные отзывы от критиков и игроков. Средний балл на агрегаторе Metacritic составляет 73 %. Большинство рецензентов особо отметили впечатляющую визуальную составляющую и интенсивный игровой процесс, сравниваемый с такими представителями шутеров «старой школы», как Serious Sam и Painkiller. Наибольшую критику вызвала слишком короткая продолжительность игры и её необычайная сложность.
Летом 2018 года, благодаря уязвимости в защите Steam Web API, стало известно, что точное количество пользователей сервиса Steam, которые играли в Hard Reset Extended Edition хотя бы один раз, составляет 335 265 человек.